# Perenco
Perenco ist ein in London registrierter französischer Mineralölkonzern im Besitz der Familie Perrodo. Das Unternehmen wurde 1975 von Hubert Perrodo in Singapur gegründet und operierte zu Beginn als Offshore-Dienstleister für die Ölindustrie. Durch Übernahmen kam Perenco auf das Gebiet der Exploration und der Ölförderung. Perenco förderte 2022 485 000 bopd. Die hauptsächlichen Fördergebiete liegen in Afrika und Südamerika.
2022 veröffentlichte Investigate Europe eine Artikelserie über Perenco, die „mutmaßliche Umweltverschmutzung, Strukturen in Steueroasen und politische Verbindungen“ beschreibt. In der Folge fand eine Hausdurchsuchung durch die französischen Behörden statt.

## Förderanlagen
- FLNG Hilli Episeyo, Kribi,  Kamerun